# Hallstahammar (gemeente)
Hallstahammar is een Zweedse gemeente in Västmanland. De gemeente behoort tot de provincie Västmanlands län. Ze heeft een totale oppervlakte van 181,8 km² en telde 15.038 inwoners in 2004. De plaats zelf heeft 9952 inwoners.
Via Hallstahammar loopt het Bruksleden, een 250 km lang pad dat tussen Västerås en Avesta.

## Plaatsen
- Hallstahammar (plaats)
- Kolbäck
- Strömsholm
- Sörstafors
- Mölntorp
- Borgåsund